# Ribulosemonophosphatweg
Der Ribulosemonophosphatweg (RuMP), auch Hexulosephosphatzyklus, dient methanotrophen Bakterien zur Synthese von Zellmaterial aus Formaldehyd (Formaldehyd-Assimilation). Diese C1-Verbindung wird in einem Zyklus zu einem Triosephosphat aufgebaut. Dieser Stoffwechselweg wurde in Methanotrophen des Typs I gefunden, dagegen assimilieren Methanotrophe des Typs II Formaldehyd über den Serinweg.

## Forschungsgeschichte
Da im methanotrophen Gammaproteobakterium Methylomonas methanica (Methylococcaceae) das für den wohlbekannten Calvin-Zyklus (alias Ribulosebiphosphatweg, RuBP) nötige Enzym RuBisCO nicht gefunden werden konnte, vermutete man bereits 1980 einen neuen Stoffwechselweg. 
Mit Hilfe der Isotopenmarkierung konnte dann 1996 gezeigt werden, dass M. methanica den Ribulosemonophosphatweg (RuMP) nutzt.

## Evolution
Die oben genannte Entdeckung führte zudem zu der These, dass der RuMP-Weg dem RuBP-Weg entwicklungsgeschichtlich (in der Evolution) vorausgegangen sein könnte.

## Biochemie

Der Ribulosemonophosphatweg zur Assimilation von Formaldehyd

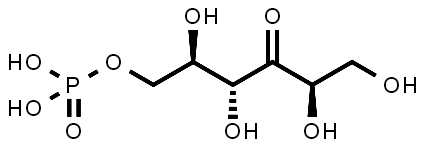
3-Hexulose-6-phosphat (Hexulosephosphat), CAS 53010-97-2

In einem Zyklus werden drei Moleküle Formaldehyd (CH2O) zu einem Molekül des Triosephosphats Glycerinaldehyd-3-phosphat (GAP, auch G3P) umgesetzt. Im Vergleich zum Serinweg ist der Hexulosephosphatzyklus etwas effizienter. Dies liegt daran, dass zum Aufbau von GAP kein Kohlenstoffdioxid (CO2) verwendet wird und auch kein Reduktionsmittel, etwa in Form von NADH, benötigt wird.
Im ersten Schritt der Assimilation werden die drei Moleküle Formaldehyd mit Ribulose-5-phosphat durch eine Aldolkondensation, wodurch eine kovalente C-C-Bindung entsteht, zu drei Molekülen einer Hexulosephosphat-Verbindung (D-Arabino-3-Hexulose-6-phosphat, CAS 53010-97-2 alias D-Erythro-L-glycero-3-hexulose-6-phosphat) umgesetzt.
Diese Reaktion wird durch eine Hexulosephosphat-Synthase katalysiert. 
Das Hexulosephosphat wird dann durch eine Hexulosephosphat-Isomerase zu Fructose-6-phosphat isomerisiert. Wenn diese Schritte dreimal ablaufen, ist der Zyklus vollständig durchlaufen (vgl. Abbildung rechts).
Von den drei Molekülen Fructose-6-phosphat werden zwei zu Fructose-1,6-bisphosphat aufgebaut. 
Dies erfordert auch zwei Moleküle ATP.
Diese beiden werden in insgesamt vier Moleküle GAP gespalten, wobei eines den Kreislauf verlässt. Die übrigen drei GAP-Moleküle werden mit dem dritten Molekül Fructose-6-phosphat durch eine Transaldolase, eine Transketolase und Isomerasen zu drei Molekülen Ribulose-5-phosphat umgeformt (Pentosephosphatweg). Diese Zuckerumlagerungen lassen sich auch wie folgt darstellen:
{\displaystyle \mathrm {C_{6}+C_{3}{\xrightarrow[{Transketolase}]{-C_{5}}}C_{4}{\xrightarrow[{Transaldolase}]{+C_{3}}}C_{7}{\xrightarrow[{Transketolase}]{+C_{3}}}2\ C_{5}} }
In der Summe:
{\displaystyle \mathrm {C_{6}+3\ C_{3}\rightarrow 3\ C_{5}} }

## Bilanz
Insgesamt wird aus drei Molekülen Formaldehyd ein Molekül Triosephosphat (Glycerinaldehyd-3-Phosphat, GAP) aufgebaut:
{\displaystyle \mathrm {3\ CH_{2}O+2\ ATP\longrightarrow G3P+2\ ADP+P_{i}} }
Das GAP kann anschließend u. U. weiter in Pyruvat (Brenztraubensäure) oder Dihydroxyacetonphosphat (DHAP) umgewandelt werden.